# 赤羽昇
赤羽 昇（あかはね のぼる、1939年（昭和14年）11月7日 - 2020年（令和2年）12月22日）は、日本の実業家。株式会社ノリタケカンパニーリミテド代表取締役社長や、同社取締役会長、スリランカ民主社会主義共和国名誉総領事などを務めた。

## 人物・経歴
長野県出身。1962年（昭和37年）南山大学経済学部卒業、日本陶器（現ノリタケカンパニーリミテド）入社。1994年（平成6年）、取締役。1997年（平成9年）、常務取締役。2000年（平成12年）、専務取締役。
2002年（平成14年）6月、代表取締役副社長。
2004年（平成16年）6月、代表取締役社長。

2012年（平成24年）6月、相談役。
スリランカ民主社会主義共和国名誉総領事、森村商事取締役なども務めた。
2020年12月22日、胆管がんのため死去。81歳没。